# Япония на летних Олимпийских играх 1964
На Летних Олимпийских играх 1964 года Япония была представлена 328 спортсменами (270 мужчин, 58 женщин), выступавшими в 21 видах спорта. Они завоевали 16 золотых, 5 серебряных и 8 бронзовых медали, что вывело команду на 3-е место в неофициальном командном зачёте.

## Медалисты
| Медаль  | Спортсмен                                                                                                  | Вид спорта       | Дисциплина                                   |
| ------- | --- | ---------------- | -------------------------------------------- |
| Золото  | Юкио Эндо                                                                                                  | Гимнастика       | Мужчины, личное первенство                   |
| Золото  | Юкио Эндо Такудзи Хаята Такаси Мицукури Такаси Оно Сюдзи Цуруми Харухиро Ямасита                           | Гимнастика       | Мужчины, командное первенство                |
| Золото  | Харухиро Ямасита                                                                                           | Гимнастика       | Мужчины, опорный прыжок                      |
| Золото  | Юкио Эндо                                                                                                  | Гимнастика       | Мужчины, брусья                              |
| Золото  | Такудзи Хаята                                                                                              | Гимнастика       | Мужчины, кольца                              |
| Золото  | Сборная | Волейбол         | Женщины                                      |
| Золото  | Цутому Ханахара                                                                                            | Борьба           | Мужчины, греко-римская борьба, до 52 кг      |
| Золото  | Масамицу Итигути                                                                                           | Борьба           | Мужчины, греко-римская борьба, до 57 кг      |
| Золото  | Ёсикацу Ёсида                                                                                              | Борьба           | Мужчины, вольная борьба, до 52 кг            |
| Золото  | Ёдзиро Уэтакэ                                                                                              | Борьба           | Мужчины, вольная борьба, до 57 кг            |
| Золото  | Осаму Ватанабэ                                                                                             | Борьба           | Мужчины, вольная борьба, до 63 кг            |
| Золото  | Такэхидэ Накатани                                                                                          | Дзюдо            | Мужчины, до 68 кг                            |
| Золото  | Исао Окано                                                                                                 | Дзюдо            | Мужчины, до 80 кг                            |
| Золото  | Исао Инокума                                                                                               | Дзюдо            | Мужчины, свыше 80 кг                         |
| Золото  | Ёсинобу Миякэ                                                                                              | Тяжёлая атлетика | Мужчины, до 60 кг                            |
| Золото  | Такао Сакураи                                                                                              | Бокс             | Мужчины, до 54 кг                            |
| Серебро | Сюдзи Цуруми                                                                                               | Гимнастика       | Мужчины, личное первенство                   |
| Серебро | Юкио Эндо                                                                                                  | Гимнастика       | Мужчины, вольные упражнения                  |
| Серебро | Сюдзи Цуруми                                                                                               | Гимнастика       | Мужчины, брусья                              |
| Серебро | Сюдзи Цуруми                                                                                               | Гимнастика       | Мужчины, упражнения на коне                  |
| Серебро | Акио Каминага                                                                                              | Дзюдо            | Мужчины, абсолютная категория                |
| Бронза  | Кэйко Танака-Икэда Тосико Сирасу-Аихара Киёко Оно Танико Накамура-Мицукури Гинко Абукава-Тиба Хироко Цудзи | Гимнастика       | Женщины, командное первенство                |
| Бронза  | Ивао Хориути                                                                                               | Борьба           | Мужчины, вольная борьба, до 70 кг            |
| Бронза  | Сиро Итиносэки                                                                                             | Тяжёлая атлетика | Мужчины, до 56 кг                            |
| Бронза  | Масаси Оути                                                                                                | Тяжёлая атлетика | Мужчины, до 75 кг                            |
| Бронза  | Макото Фукуи Кунихиро Ивасаки Тосио Сёдзи Юкиаки Окабэ                                                     | Плавание         | Мужчины, эстафета 4 x 200 м свободным стилем |
| Бронза  | Ёсихиса Ёсикава                                                                                            | Стрельба         | Мужчины, произвольный пистолет на 50 м       |
| Бронза  | Кокити Цубурая                                                                                             | Лёгкая атлетика  | Мужчины, марафон                             |
| Бронза  | Сборная | Волейбол         | Мужчины                                      |

## Результаты соревнований

### Академическая гребля
В следующий раунд из каждого заезда проходили несколько лучших экипажей (в зависимости от дисциплины). В финал A выходили 6 сильнейших экипажей, ещё 6 экипажей, выбывших в отборочном заезде, распределяли места в малом финале B.
Мужчины
| Соревнование | Спортсмены                   | Предварительный заезд | Предварительный заезд | Предварительный заезд | Отборочный заезд | Отборочный заезд | Отборочный заезд | Финал                  | Финал                  | Итоговое место         |
| Соревнование | Спортсмены                   | Заезд                 | Время                 | Место                 | Заезд            | Время            | Место            | Время                  | Место                  | Итоговое место         |
| ------------ | ---------------------------- | --------------------- | --------------------- | --------------------- | ---------------- | ---------------- | ---------------- | ---------------------- | ---------------------- | ---------------------- |
| одиночки     | Сатооми Касаги               | 2                     | 8:16,96               | 4                     | 1                | 8:13,44          | 3 QB             | Финал B                | Финал B                | 11                     |
| одиночки     | Сатооми Касаги               | 2                     | 8:16,96               | 4                     | 1                | 8:13,44          | 3 QB             | 7:37,90                | 5                      | 11                     |
| двойки       | Такао Кого Норимаса Куросаки | 1                     | 7:48,15               | 5                     | 3                | 7:54,53          | 4                | завершили выстпупление | завершили выстпупление | завершили выстпупление |

### Гимнастика

#### Спортивная гимнастика
Женщины
| Спортсмены                                                                                                 | Снаряд                | Квалификация | Квалификация | Финал     | Финал     |
| Спортсмены                                                                                                 | Снаряд                | Очки         | Место        | Очки      | Место     |
| --- | --------------------- | ------------ | ------------ | --------- | --------- |
| Гинко Абукава-Тиба                                                                                         | абсолютное первенство |              |              | 74,665    | 24        |
| Гинко Абукава-Тиба                                                                                         | вольные упражнения    | 18,600       | 32           | Не прошла | Не прошла |
| Гинко Абукава-Тиба                                                                                         | опорный прыжок        | 18,966       | 10           | Не прошла | Не прошла |
| Гинко Абукава-Тиба                                                                                         | разновысокие брусья   | 18,666       | 21           | Не прошла | Не прошла |
| Гинко Абукава-Тиба                                                                                         | бревно                | 18,433       | 38           | Не прошла | Не прошла |
| Кэйко Танака-Икэда Тосико Сирасу-Аихара Киёко Оно Танико Накамура-Мицукури Гинко Абукава-Тиба Хироко Цудзи | командное первенство  |              |              | 377,889   | 3         |